# Казарцев Олександр Ігнатович
Олекса́ндр Ігна́тович Каза́рцев (12 (25) серпня 1901, село Тальменка, Томська губернія — 16 червня 1985, Москва) — радянський воєначальник, генерал-полковник (1958). Учасник Громадянської, Німецько-радянської, Радянсько-японської війн. Герой Радянського Союзу (1943, за дії під час Мелітопольської наступальної операції).

## Біографія

### Ранні роки
Народився у сім'ї селянина 12 серпня (25 серпня за старим стилем) 1901 року в селі село Тальменка в Барнаульському повіті Томської губернії (нині це селище і районний центр Алтайського краю). Закінчив 3 класи школи.

### Громадянська війна
У січні 1920 року вступив добровольцем до Червоної армії. Як червоноармієць 229-го стрілецького полку 26-ї стрілецької дивізії Східного фронту брав участь у Громадянській війні в боях проти військ отаманів Дутова і Анненкова, у ліквідації військ барона Унгерна в Забайкаллі, Кайгородова на Алтаї.

### Міжвоєнний період
По закінченні війни Казарцев командував відділенням, а потім був помічником командира в тому ж полку до серпня 1922 року.
У 1923 і 1926 роках закінчував Сибірські повторні курси комскладу, що функціонували в Іркутську. З травня 1923 року Казарцев командував взводом у 77-му стрілецькому полку 26-ї стрілецької дивізії Сибірського військового округу (Татарськ), потім у 35-му стрілецькому полку 12-ї стрілецької дивізії, а після 1926 року в тому ж полку Казарцев служив помічником командира кулеметної роти, командиром та політруком роти. З травня по вересень 1932 року командував батальйоном у 218-му стрілецькому полку 73-ї стрілецької дивізії Сибірського ВО.
У 1936 році закінчив Військову академію РСЧА імені М. В. Фрунзе. З вересня 1936 року служив помічником начальника та начальником 1-ї (оперативної) частини штабу 92-ї стрілецької дивізії Особливої Червонопрапорної Далекосхідної армії, а з грудня 1938 року — начальником штабу цієї дивізії. З березня 1941 року був начальником штабу 26-го стрілецького корпусу (1-а Червонопрапорна армія, Далекосхідний фронт).

### Німіцько-радянська та радянсько-японська війни
У березні 1942 року полковник Казарцев був призначений на посаду командира 87-ї стрілецької дивізії, що формувалася на Далекому Сході, і з червня 1942 року на посаді командира 87-ї стрілецької дивізії (62-а армія) брав участь у Німіцько-радянській війні. Дивізія відзначилася в період оборони з липня по серпень під час Сталінградської битви, але наприкінці серпня під час маршу дивізію перехопили німецькі танки в районі Пісковатка — Вертячий, при цьому зазнавши величезних втрат. Після цього дивізію звели в так звану «оперативну групу полковника Казарцева». 14 вересня цю групу вивели в резерв, де дивізію створено наново. Вже 23 листопада вона знову вступила в бій у складі 57-ї армії, відзначившись у Котельниковській наступальній операції. 12 січня 1943 року Казарцев був звільнений з посади командира дивізії через хворобу і направлений до шпиталю.
З березня 1943 року перебував на посаді командира 126-ї стрілецької дивізії (51-а армія). Дивізія взяла участь у Донбаській операції (13 серпня — 22 вересня 1943 року), в якій спільно з 271-ю стрілецькою дивізією за кілька годин звільнила велике місто Горлівку. Наказом Сталіна від 8 вересня 1943 № 9 за цю перемогу 126-а стрілецька дивізія отримала почесне найменування «Горлівська».
Командуючи 126-ю стрілецькою дивізією (54-й стрілецький корпус, 51-а армія, 4-й Український фронт), Казарцев відзначився в ході Мелітопольської наступальної операції. Під час штурму Мелітополя у жовтні 1943 року він вправно керував діями штурмових загонів на вулицях міста, перетвореного німцями на великий вузол оборони. Під час визволення Мелітополя дивізія знищила понад 5 000 німецьких військових, 66 танків, 11 штурмових гармат, 7 бронемашин.
Указом № 1297 Президії Верховної Ради СРСР від 1 листопада 1943 року «за зразкове виконання бойових завдань Командування з прориву укріпленої смуги німців та звільнення міста Мелітополь і виявлені при цьому відвагу та геройство» генерал-майору Олександру Ігнатовичу Казареву присвоєно звання Героя Радянського Союзу з нагородженням орденом Леніна та медаллю «Золота Зірка».
Згодом дивізію передали в 2-у гвардійську армію і в її лавах це з'єднання відзначилося в Кримській наступальній операції та в штурмі Севастополя.
З червня 1944 року Казарцев командував 72-м стрілецьким корпусом (5-а гвардійська армія, 3-й Білоруський фронт). Корпус брав участь у Білоруській та Східно-Прусській наступальних операціях та при звільненні міст Вільнюс, Шакяй, Кудіркос-Науместіс, Каунас, Ковно, Інстербург (нині — Черняховськ, Калінінградська область). Під його командуванням корпус отримав почесне найменування «Ковенський». З 20 квітня 1945 року корпус перебував у резерві Ставки Верховного Головнокомандування, готуючись до передислокації на Далекий Схід, куди був відправлений у червні.
На посаді командира 72-го стрілецького корпусу 5-ї армії 1-го Далекосхідного фронту Олександр Казарцев брав участь у Радянсько-японській війні: в Харбіно-Гіринській операції, при форсуванні річок Мулінхе та Муданьцзян та прориві Волинського укріпрайону Квантунської армії.

### Повоєнний період
Звільнений від командування корпусом у вересні 1945 року, хоча офіційно залишався його командиром до лютого 1946. 1947 року закінчив Вищі академічні курси при Вищій військовій академії імені К. Є. Ворошилова і з травня 1947 року командував 3-м гірничострілецьким корпусом (Прикарпатський військовий округ).
З 1949 року служив у Військах протиповітряної оборони. З грудня 1949 по червень 1953 року працював помічником командувача військ Московського району ППО і одночасно курирував розробку протиракетної системи С-25. З червня 1953 по грудень 1954 був заступником командувача Військами ППО, з грудня 1954 по серпень 1956 року — заступником командувача військами Білоруського військового округу з ППО.
З серпня 1956 по квітень 1959 Олександр Казарцев командував Ленінградською армією ППО і одночасно був заступником командувача військами Ленінградського військового округу з ППО. З квітня 1959 по червень 1960 — начальник тилу Військ ППО СРСР. У червні 1960 року генерал-полковник Олександр Казарцев вийшов у відставку.
Жив у Москві. Помер 16 червня 1985 року. Похований на Кунцевському цвинтарі в Москві (ділянка 9-2).

## Пам'ять
- У Горлівці на честь Казарцева названо вулицю, а в 2010 році встановлено меморіальну дошку.
- У Мелітополі в 1966 році на честь Казарцева названо вулицю Казарцева.
- Почесний громадянин Мелітополя (1968).
- Почесний громадянин[ru] міста Армянськ в Криму[4].

## Нагороди
- Медаль «Золота Зірка» Героя Радянського Союзу (1.11.1943);
- три ордени Леніна (1.11.1943, 19.04.1945, 30.04.1945);
- три ордени Червоного Прапора (28.06.1943, 3.11.1944, 15.11.1950);
- орден Кутузова 1-го ступеня (8.09.1945);
- два ордени Суворова 2-го ступеня (16.05.1944, 4.07.1944);
- орден Кутузова 2-го ступеня (17.09.1943);
- орден Вітчизняної війни 1-го ступеня (11.03.1985);
- медаль «За оборону Сталінграда»;
- медаль «За взяття Кенігсберга»;
- інші медалі СРСР.

## Військові звання
- Капітан (1936)
- Майор (21.01.1939)
- Підполковник (8.10.1940)
- Полковник (5.01.1942)
- Генерал-майор (15.09.1943)
- Генерал-лейтенант (8.09.1945)
- Генерал-полковник (18.02.1958)

## Ссылки
- О. І. Казарцев на сайті випускників Омського ВОКУ ім. М. В. Фрунзе.
- О. І. Казарцев на сайті «Герои Алтая».
- Казарцев Олександр Ігнатович. // Сайт «Герои страны» (рос.)